# Die Rache der Toten
Die Rache der Toten ist ein deutsches Stummfilmdrama aus dem Jahr 1916 von Richard Oswald.

## Handlung
Der Dorfschulze Horvath bringt eines Tages einen zerlumpten, heruntergekommenen Mann zu sich nach Haus. Er heißt Ferencz, und damit er eine Zukunft hat, stellt ihn der Bürgermeister als seinen Schreiber ein. Kaum angekommen, beginnt Ferencz mit Czenczi, der Tochter seines Gönners und Förderers anzubandeln, und das obwohl diese bereits verlobt ist. Schließlich gibt die junge Frau seinem Werben nach.
Als Horvath davon erfährt, ist er äußerst erbost und will Ferencz, den Undankbaren, aus seinem Haus wieder hinauswerfen. Doch Czenczi, die mit Ferencz am nächsten Tag fortgehen will, kommt ihm zuvor und versteckt ihren neuen Liebhaber im Kellerraum, wo sie Ferencz vorsichtshalber einschließt. Dann aber erkrankt sie schwer und muss sechs Wochen lang, in denen sie ihr Bewusstsein verliert, das Bett hüten. In der Zwischenzeit verhungert Ferencz. Später stellt sich heraus, dass er ein Mörder war.

## Produktionsnotizen
Der vieraktige Film nach einem Roman von Friedrich Halm passierte im August 1916 die Filmzensur und erlebte am 1. September 1916 seine Uraufführung. In Österreich-Ungarn lief Die Rache der Toten am 9. Februar 1917 an.
Ernst Deutsch gab in diesem Film vermutlich seinen Einstand vor der Kamera. Die Bauten schuf Manfred Noa.

## Kritik
Paimann’s Filmlisten resümierte: „Stoff, Spiel und Photos sehr gut.“